# くたびれもうけの魚釣り
『くたびれもうけの魚釣り』（Down and Outing）は、ジーン・ダイッチによる「トムとジェリー」短編作品の一つ。1961年10月26日公開。

## 内容
トムが昼寝をしていると、釣り用具を持ってでかける主人の姿があった。魚釣りにでかけるようだ。トムは急いで出かける準備をし、車に乗り込む。またジェリーも出かける用意をして車に乗り込もうとするが、トムに妨害されてしまう。車の下にはりついていたジェリーはようやく車に乗り込み、この間、運転する主人を巻き込んでのバトルが始まる。
車内でのバトルの末、ようやく湖にたどり着くが、トムは主人の（運転中にジェリーにカモフラージュされた）靴をジェリーと勘違いして、オールで殴ってしまい、怒った主人にしばき上げられ、荷物係とボートの操船役をさせられる。ボートに乗り込み、釣りのポイントに向かう。バスケットの中にはジェリーの姿があった。邪魔に思ったトムはバスケットの中のジェリーを追い出す。またジェリーも仕返しに釣りをしていたトムの釣り糸の針を主人の靴に引っ掛け、魚がかかったと思わせる。何も知らないトムは魚がかかったと思い竿を引っ張ったため、主人は湖に落下。リールを上げたところ、それは怒った主人であった。もちろんトムは堪忍袋の緒が切れた主人にしばき上げられてしまう。
最後には意気揚々と釣りをする主人とジェリー、そしてバケツの中に縄で縛られたトムが釣り上げられた魚を容赦なく次々とぶつけられて涙する姿があった。

## 登場キャラクター
トム
昼寝をしている最中に主人が釣りに出かけるのを見ると・自分も起きて主人の釣りに付き添うが、ジェリーも一緒についてきて（釣り竿を車内に放り込まれぶつけられたのをきっかけに）道中は主人が運転する車の中で追いかけっこを展開。一度はジェリーに追い出されるも、何とか車を追いかけて飛び乗る。その後ジェリーを一度は捕まえるもすぐ逃げられ、主人の後頭部をジェリーと間違えフライパンで殴ってしまった。これをきっかけに主人の運転を邪魔し始め、事故寸前の状況にもしてしまう。運転席下へ逃げ込んだジェリーを捕まえようとした際は・（アクセルをジェリーが目いっぱい踏み込んだ行為が自身の仕業と思い込まれたため）自身の右前足を主人に足で思いきり踏みつけられて悲鳴を上げ、やがて車外へ逃げたジェリーを追いかけるうちに・ボンネットに上がって前方視界を遮る運転妨害行為にも及び、これに激怒した主人に放り出された。戻って飛び乗った後は助手席にシートベルトで拘束され、目的地に到着後はネズミ姿に仕立て上げられた主人の足をジェリーと間違えオールで殴ってしまう。痛がる主人を見て驚き逃げようとするも・釣竿に捕まってボコボコにしばき上げられ、罰として荷物持ちとボート操船係をさせられる。ボート乗船後にジェリーを追い出すも・最後は仕返しするジェリーの策略にはまって主人を湖に落としてしまったため、堪忍袋の緒が切れた主人からボコボコにしばき上げられたのち・縄で拘束されてバケツに放り込まれ、釣った魚をジェリーと主人から容赦なく次々ぶつけられるお仕置きを受け涙。「家でおとなしく昼寝するほうが良かった」と後悔するのであった。
ジェリー
主人とトムが釣りに出かけるのを見て仲間に加わろうとし・（釣竿を車内に放り込んでトムにぶつけた仕返しとして）当初はトムに追い返されるが何とか車を追いかけて飛び乗り、トムの攻撃を巧みにかわす。トムが後部トランクから屋根を伝ってボンネットに上がった時はワイパーにしがみついてやり過ごし、トムは前方視界を遮る妨害行為に激怒した主人に放り出されてしまう。やがてトムが車に戻って飛び乗り・後部座席で自身を探している隙に運転席下へ潜り込み、車内にあった救急箱の治療具を加工。主人の右靴をネズミ姿に仕立て上げてトムをはぐらかし、トムは主人の足を自身と間違えオールで殴ってしまったため・主人の釣竿に捕まりしばき上げられる。ボート乗船後トムに追い出されるが（湖に浮かんでいたタバコケースとスプーンを救命ボートおよびオールの代わりにして）何とか食らいつき、最後は「トムの釣針を主人の足に引っ掛けて（魚がかかったかのように見せかけ）はぐらかす」仕返しでとどめを刺す。湖に落とされた主人からボコボコにしばき上げられ拘束されたトムの姿を見届けると（主人と共に）悠然と釣りを楽しみ、釣った魚を拘束されたトムに容赦なくぶつけた。
主人
本作で初登場。釣りに出かけるため車を運転している最中・トムとジェリー追いかけっこの巻き添えを喰らってしまう。トムに後頭部を（ジェリーと間違えて）フライパンで殴られ、その仕返しをしているうちに脇見運転で正面衝突事故寸前となり・対向車ドライバーから大声で注意され冷や汗をかいた。やがて運転席下へ逃げ込んだジェリーにアクセルを目いっぱい踏み込まれて速度超過となり・速度計が振り切れ壊れてしまうが、ジェリーを捕まえようとするトムの前足が運転席下に出てくると「ジェリーを捕まえられないトムの仕業」と思い込み、トムの足を思いきり踏みつけてしばき上げる。それでもトムはジェリーを追いかけるうちに・ボンネットに上がって前方視界を遮る妨害行為に及んだため、一度車外へ放り出されたのち戻って飛び乗ったトムを捕まえ、助手席にシートベルトで縛り付けて拘束する。自身の右靴は知らぬ間にジェリーによってネズミ姿に仕立て上げられており、目的地の湖に着くと・ジェリーと勘違いしたトムにオールで足を殴られてしまった。驚いて逃げようとしたトムを釣竿で捕まえてしばき上げ・荷物持ち兼ボート操船係としてこき使うが、やがてジェリーの策略でトムの釣針が自身の足に引っ掛けられたため、トムが釣り糸を引いた途端に湖へ落とされたのち釣り上げられてしまう。最後は堪忍袋の緒が切れ・ボコボコにしたトムを縄で拘束してバケツに放り込み、釣った魚を次々と容赦なくぶつけてトムを懲らしめた。
他車の運転手たち
主人の車が脇見運転して車線をはみ出し・危うく正面衝突されそうになったため、「気をつけろ!」と一斉に大声で注意する（主人は「そっちこそ気をつけろ!」と言い返す）。

## 備考
この作品は暴力的、動物虐待的な描写が非常に多く、カートゥーンネットワークでは殆ど放送されない。また、トムとジェリーの中でもかなり評価が低い作品の1つである。
この作品のオープニングは唯一「レオ・ザ・ライオンや効果音が被らずトムとジェリーのテーマが聞ける」ものであり、『猫はワンワン犬はニャーオ』はレオ・ザ・ライオンこそ被らないものの、雷鳴の効果音が鳴るためこれが唯一である。そのため、TBS版のオープニングはこの『くたびれもうけの魚釣り』が使用されている可能性が極めて高い。